# Ziya Pacha
Abdülhamid Ziyâeddin, dit Ziya Pacha, né en 1829 à Constantinople et décédé le 17 mai 1880 à Adana, est un écrivain, poète, traducteur et administrateur ottoman. Il est un des premiers animateurs du mouvement libéral dans l'Empire ottoman.

## Biographie
Abdülhamid Ziyâeddin naît en 1829 dans le quartier de Kandilli, à Üsküdar ; il est le fils de Ferîdüddin Efendi, employé aux douanes de Galata, et de Itır Hanım. Il étudie dans l'école secondaire de la mosquée Süleymaniye et entre dans la fonction publique à dix-sept ans. Protégé de Moustapha Reschid Pacha, il devient troisième secrétaire du sultan en 1854. Il apprend à cette occasion le français. Suscitant la méfiance de Fouad Pacha et de Ali Pacha, il est relégué à des postes secondaires de l'administration. Il forme alors le mouvement des Jeunes-Ottomans, avec notamment Namık Kemal. Alors qu'il est en quelque sorte banni de la maison impériale en étant nommé gouverneur de Chypre en 1867, il fuit en Europe avec plusieurs de ses acolytes des Jeunes-Ottomans. Il reste en exil jusqu'en 1872, à Paris, Londres puis Genève. Il publie à cette occasion de violentes critiques contre les gouvernements de Fouad Pacha et Ali Pacha. Autorisé à retourner en Turquie à la mort d'Ali Pacha, il est nommé gouverneur de Syrie en 1876, obtenant les titres de vizir et de pacha. Il meurt à Adana en 1880 .

## Pensée politique
Bien que libéral, Ziya Pacha pouvait se montrer critique de l'Occident et restait empreint d'un certain conservatisme culturel et religieux. Il s'opposait à l'égalité des droits entre musulmans et non-musulmans, critiquait les apologistes et les imitateurs de l'Occident tout en défendant la foi islamique, bien qu'il recommandât vivement d'apprendre les langues européennes. Toutefois, il adopta sur certains points les convictions libérales des Européens, en préconisant notamment, dans une œuvre intitulée Rêve, la constitution d'une assemblée nationale ottomane sur le modèle des États occidentaux. 